# ТЕС Eldorado Brasil
20°35′54″ пд. ш. 51°36′37″ зх. д. / 20.59833° пд. ш. 51.61028° зх. д.
ТЕС Eldorado Brasil — теплова електростанція у бразильському штаті Мату-Гросу-ду-Сул, яка відноситься до комплексу целюлозного комбінату компанії Eldorado Brasil.
Целюлозний комбінат Eldorado Brasil, який розпочав роботу в 2013 році, обладнали содорегенераційним котлом, котрий спалює чорний натр (суміш органічних та неорганічних речовин, що залишається після варки целюлози) та продукує 6800 тон пари на годину. Частина виробленої пари використовується для живлення двох турбін потужністю по 110 МВт.
В другій половині 2010-х енергетичне господарство підсилили за рахунок розрахованого на спалювання біомаси котла бразильської компанії CBC. Це надало змогу утилізовувати пні евкаліптів, які залишались на плантаціях після спилювання стовбурів для продукування целюлози. Від котла отримує живлення ще одна парова турбіна потужністю 50 МВт.
Надлишкова електроенергія постачається зовнішнім споживачам по ЛЕП, розрахованій на роботу під напругою 138 кВ.